# زیردریایی آی-۲۴ (۱۹۳۹)
زیردریایی آی-۲۴ (۱۹۳۹) (به انگلیسی: Japanese submarine I-24 (1939)) یک زیردریایی بود که طول آن ۳۵۸ فوت ۷ اینچ (۱۰۹٫۳۰ متر) بود. این زیردریایی در سال ۱۹۳۹ ساخته شد.